# Newton Food Centre

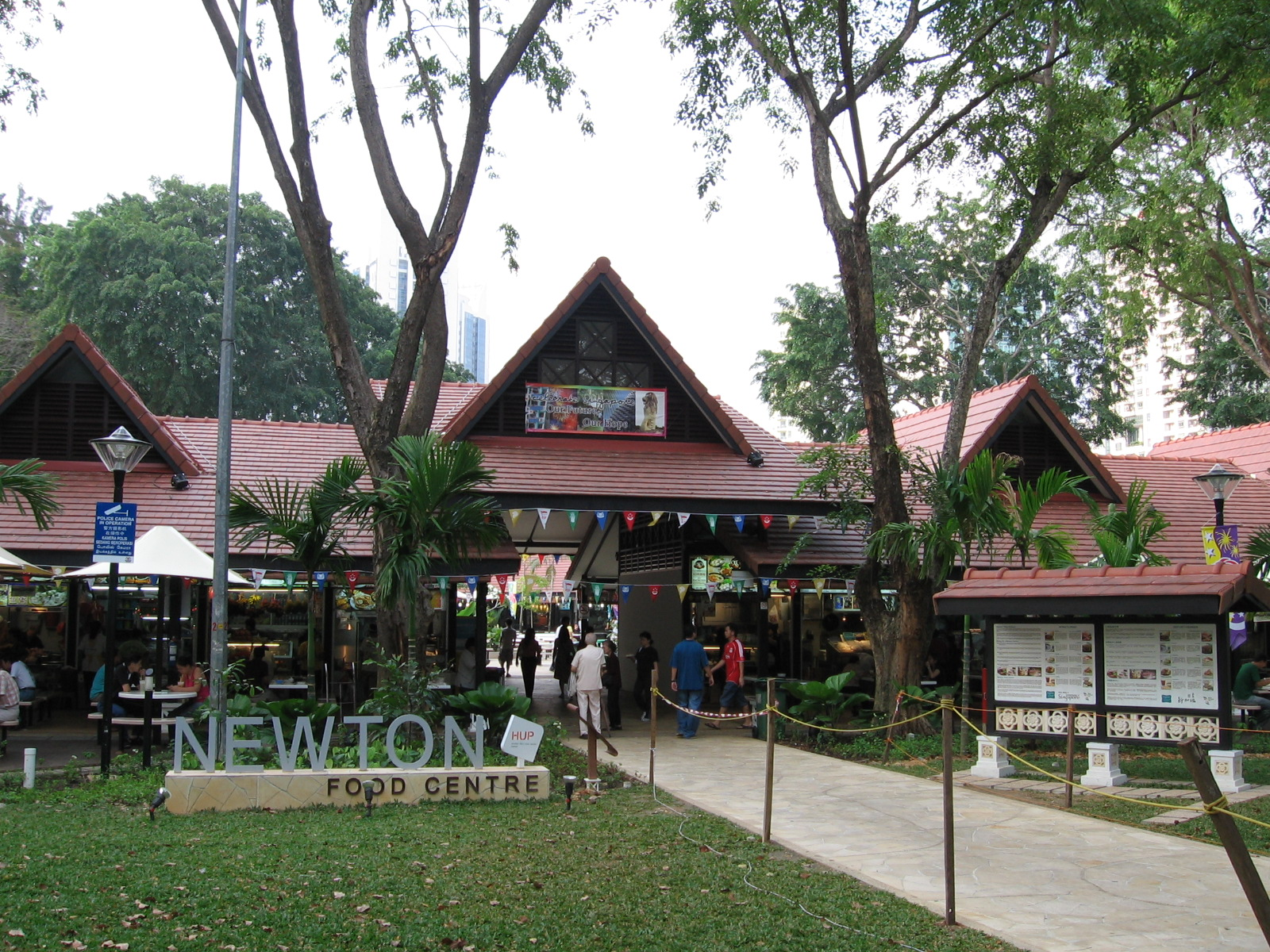
Newton Food Center (Haupteingang)

Das Newton Food Center (纽顿熟食中心) ist ein großes Hawker Center in Newton, Singapur. Das Food Center wird durch den Singapore Tourism Board (STB) als Touristenattraktion beworben. Erstmals eröffnet wurde es 1971, dann 2005 geschlossen, da die Regierung das Food Center verändern wollte. Es folgte eine groß angelegte Renovierung, bis es am 1. Juli 2006 wiedereröffnet wurde.

## Renovierung

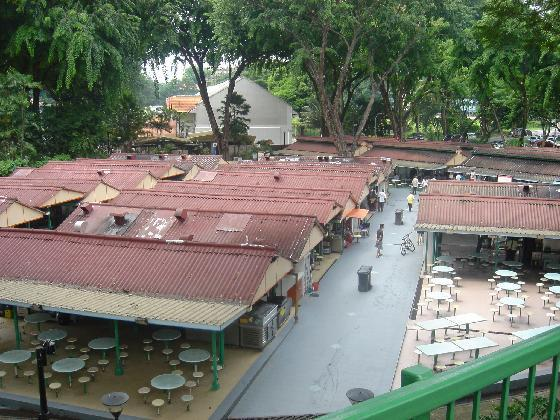
Newton Food Center vor der Renovierung und Neueröffnung 2006

Während den Renovierungsarbeiten wurde das Newton Food Center vorübergehend in die Nähe der Bukit Timah Road verlegt.

## Design

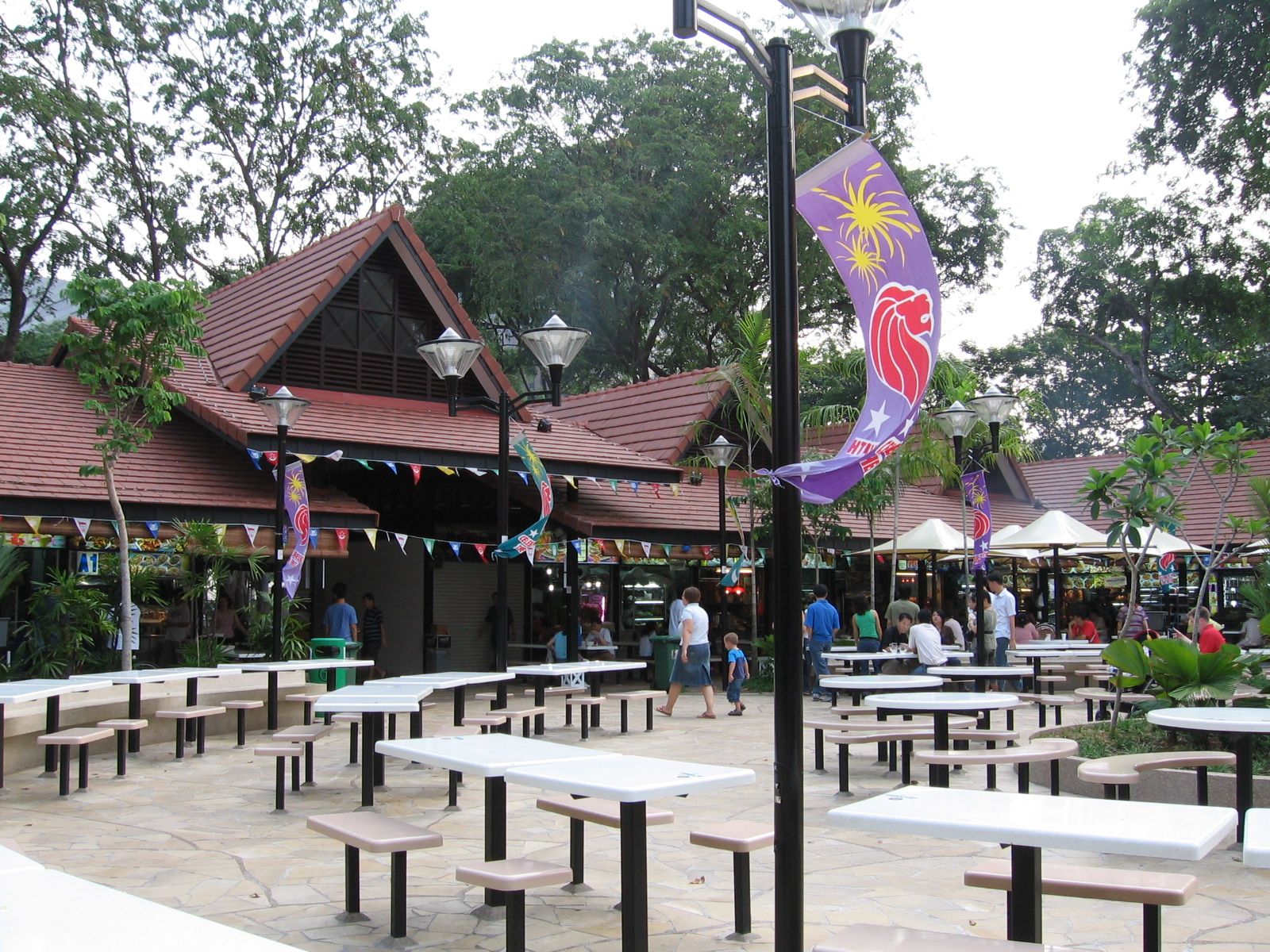
Großer zentraler Platz in der Mitte des Food Centers

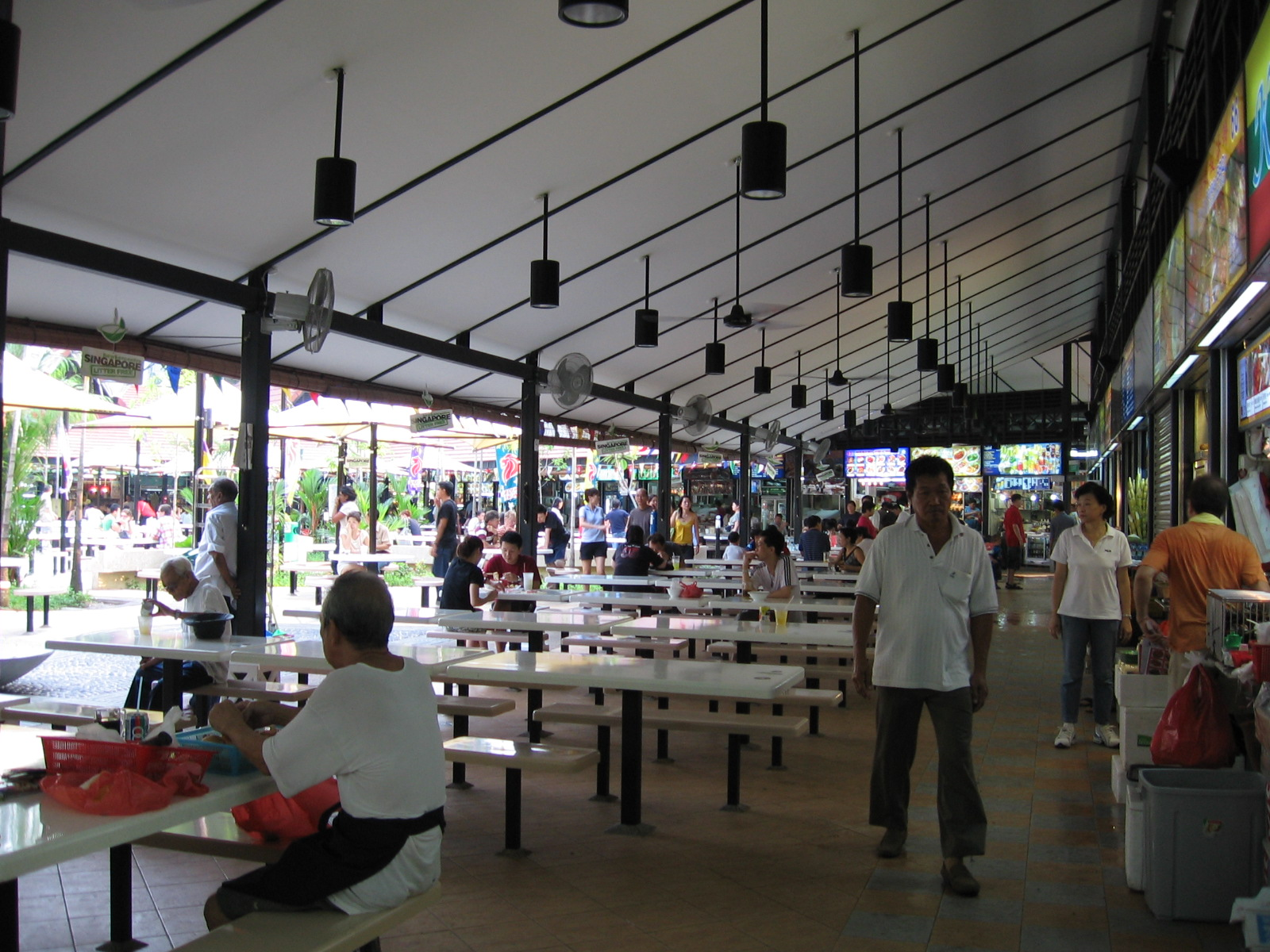
Überdachter Bereich mit Verkauf des Essens

Das neu errichtete Food Center enthält Designelemente umliegender Kolonialhäuser. Das Farbschema ist weiß, schwarz und braun. Das Dach ist 7 Meter hoch, um eine angemessene Lüftung sicherzustellen. Um den zentralen Platz sind hufeisenförmig die 83 Verkaufsläden angeordnet. Angeboten werden Gerichte wie Fische, Nudeln, Satay und Meeresfrüchte.

## Flora im Food Center
Über 50 Arten von Blumen, darunter rosafarbene Frangipani und verschiedene Arten von Palmen, wurden im Bereich des Newton Food Centers angepflanzt.

## Kontroversen
Obwohl es von der STB für die singapurische Küche beworben wird, werden die Lebensmittelverkäufer im Newton Food Center oft von Einheimischen kritisiert, vor allem wegen überhöhter Preise und einer mittelmäßigen Lebensmittelqualität. Das Zentrum ist besonders berüchtigt für unaufhörliche Werbung und Belästigung von Kunden durch übereifrige Verkäufer.
Am 14. März 2009 wurden sechs amerikanischen Touristen 491 Singapur-Dollar für eine Mahlzeit in Tanglins Best BBQ Seafood berechnet. In diesem Fall der eklatanten Überhöhung verhängte eine Aufsichtsbehörde ein dreimonatiges Verbot des Verkaufsstandes und verbot seinem Assistenten, dort für fünf Jahre zu arbeiten.